# VEB Verpackungsmaschinenbau Dresden
Der VEB Verpackungsmaschinenbau Dresden (VMB) war ein Volkseigener Betrieb für Verpackungsmaschinenbau in der DDR.

## Geschichte
Das Unternehmen entstand im Jahr 1972 in der Stadt Dresden durch Verschmelzung des VEB Schokopack Dresden und des VEB Tabakuni Dresden. VEB Verpackungsmaschinenbau Dresden wurde zum Stammbetrieb des VEB Kombinat NAGEMA. Der VEB war weltweit die erfolgreichste Firma für Süßwaren-Verpackungsmaschinen, die zwischen 1972 und 1990 bis zu 70 Prozent des weltweiten Bedarfs an diesen Maschinen deckte.
Nach der DDR-Wende war der VEB Verpackungsmaschinenbau Dresden seit 1. Januar 1990 nicht mehr Stammbetrieb. Die Treuhandanstalt löste das Kombinat auf. Durch die Auflösung des Kombinates NAGEMA wurde VEB Verpackungsmaschinenbau Dresden zu Verpackungsmaschinenbau GmbH (1990/91) und benannte sich im Juli 1991 um zu Pactec GmbH. 1994 wurde die Pactec GmbH durch die Kölner Firma Rose-Theegarten von der Treuhand gekauft. Es entstand das Unternehmen Theegarten-Pactec.